# الکساندر کلنر
الکساندر کلنر (انگلیسی: Alexander Kellner؛ زادهٔ ۲۶ سپتامبر ۱۹۶۱) دانشمند در زمینه دیرینه‌شناسی اهل برزیل است.